# RTL 8
RTL 8 ist ein niederländischer Privatsender und gehört neben RTL 4, RTL 5 und RTL 7 zu der RTL Nederland Groep. Den Sendebetrieb nahm RTL 8 am 18. August 2007 als Nachfolger von John de Mols glücklosem Sender Tien auf, der seit August 2005 (zunächst als Talpa) gesendet hatte.
Der Sender wird in den Niederlanden und Luxemburg über DVB-T, Kabel und Satellit verbreitet.
Der Sender zeigt hauptsächlich US-amerikanische TV-Sendungen.

## Logos

18. August 2007 bis 2012
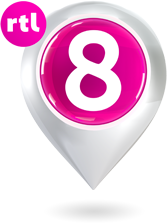
2012 bis 2017
2017 bis 30. April 2023
Logo seit 1. Mai 2023